# Allen Ginsberg
 (août 2018).
Si vous disposez d'ouvrages ou d'articles de référence ou si vous connaissez des sites web de qualité traitant du thème abordé ici, merci de compléter l'article en donnant les références utiles à sa vérifiabilité et en les liant à la section « Notes et références ».
Pour les articles homonymes, voir Ginsberg.
Irwin Allen Ginsberg, né le 3 juin 1926 à Newark et mort le 5 avril 1997 à New York, est un poète américain, membre fondateur de la Beat Generation, du mouvement hippie et de la contre-culture américaine. Ses prises de position homosexuelles, pacifistes et bouddhistes lui valurent de fréquents démêlés avec la justice. Son œuvre, scandaleuse dans les années 1960, fut récompensée à partir des années 1970.

## Biographie
Allen Ginsberg est le plus jeune fils de Louis Ginsberg, professeur d'anglais et poète, et de Naomi Levy Ginsberg, militante communiste. Son œuvre est marquée par le modernisme, les rythmes et cadences du jazz et de la pop, sa foi bouddhiste et hindouiste, son ascendance juive et son homosexualité. Il est l'artisan du rapprochement idéologique entre les beatniks des années 1950 et les hippies des années 1960, fédérant autour de lui des hommes comme Gregory Corso, Jack Kerouac, Neal Cassady, William Burroughs et plus tard Bob Dylan.

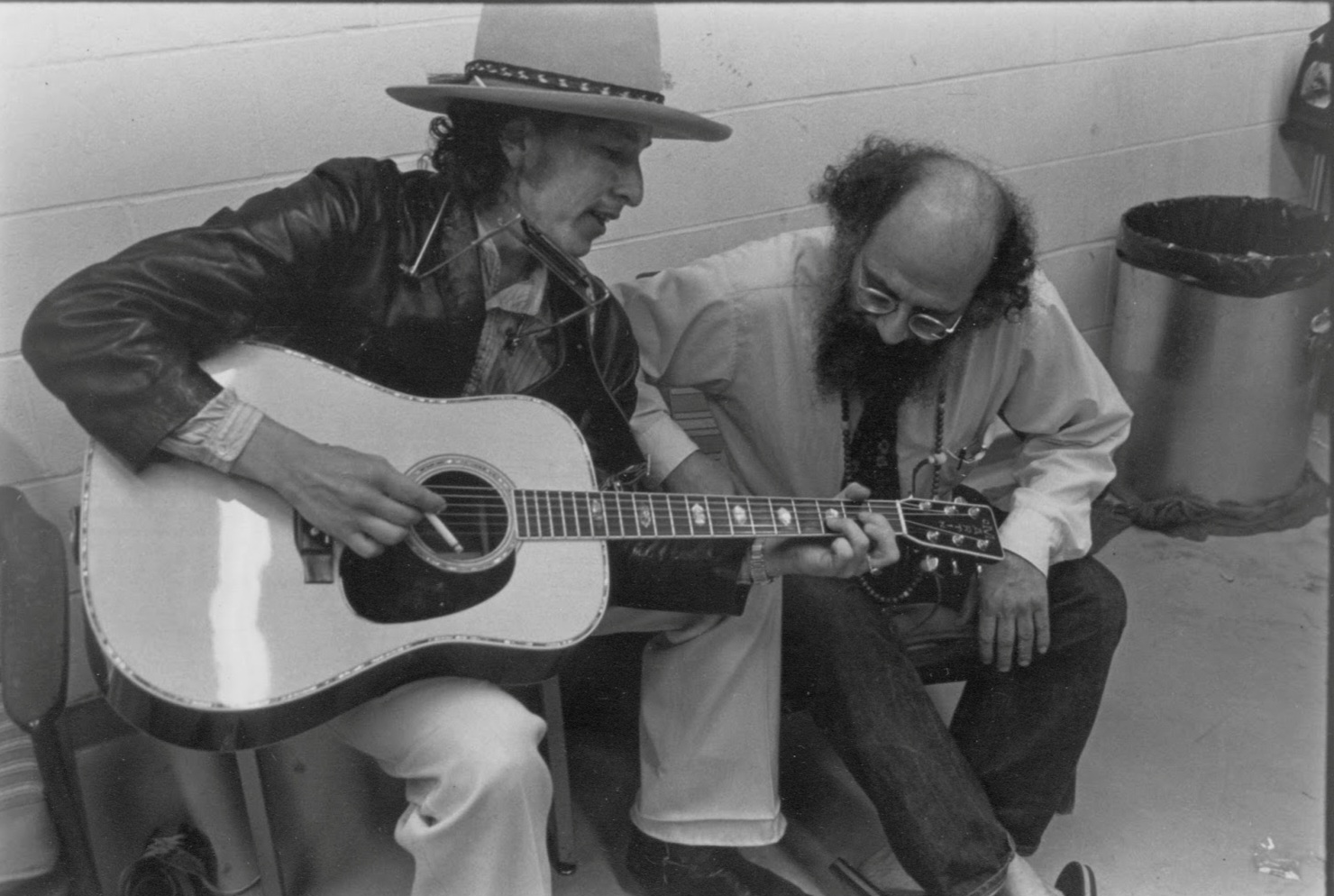
Allen Ginsberg et Bob Dylan en 1975.

Sa principale publication, Howl, un long poème en prose, est à sa sortie un scandale littéraire, en raison de son langage cru et explicite. Il est ainsi très rapidement condamné et retiré de la vente pour obscénité. Cette censure devient un emblème pour les défenseurs du premier amendement de la constitution américaine : elle sera levée après qu'un juge eut reconnu l'importance de l'œuvre pour son époque. Ginsberg, qui ne faisait pas mystère de ses idées libertaires et de son opposition à la politique américaine, est rapidement considéré par le FBI comme une menace pour la sécurité intérieure,.

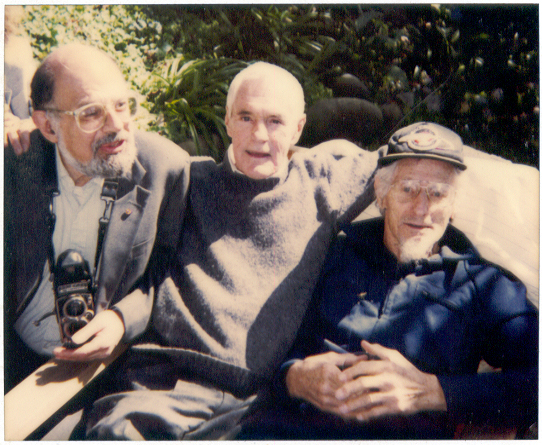
Allen Ginsberg, Timothy Leary et John Lilly.

En 1959, il répond à l'appel de Timothy Leary afin de participer au mouvement psychédélique naissant en expérimentant les effets du LSD. C'est le début d'une longue amitié dédiée à l'expansion de la conscience et qui trouvera en John Cunningham Lilly un autre écho favorable.
En vertu de sa personnalité charismatique, Allen Ginsberg est d'ailleurs très souvent présent lors des manifestations : pacifistes contre la guerre du Viêt Nam, sociales contre les discriminations sexuelles, politiques avec les communistes, musicales en véhiculant une spiritualité orientale stimulée par les drogues[réf. nécessaire].
Il effectue de nombreux voyages, sulfureux dans le contexte des États-Unis de l'époque (au Mexique, en Inde, au Japon, en Chine, en Russie, à Cuba, au Maroc et en Tchécoslovaquie notamment) et est aussi proche de Chögyam Trungpa Rinpoché, qui devient son guru à partir de 1970. Ginsberg est profondément influencé par un groupe de poètes Bengali de Kolkata connus sous le nom de Hungryalists.
Ses autres publications majeures sont Kaddish, une méditation sur la mort de sa mère (Naomi Ginsberg) écrite sous amphétamines et tapée par Elise Cowen, poétesse au destin tragique avec qui il a une brève liaison amoureuse, et Hadda be Playin' on a Jukebox, un poème relatant les événements des années 1960 et 1970. Plutonian Ode est une charge contre l'armement nucléaire. Ginsberg est finaliste pour l'attribution du prix Pulitzer pour son livre Cosmopolitan Greetings : Poems 1986-1992.
La poésie de Ginsberg — manifeste de la Beat Generation à elle seule — se caractérise par sa liberté de ton et son aspect volontiers décousu, lié à une écriture la plus spontanée possible afin de faire naître une prosodie toute particulière. Abordant de front la sexualité, les désillusions sociales américaines et les modifications de la conscience, elle a fortement influencé l'émergence des idées hippies. On lui attribue le slogan « flower Power », abondamment utilisé par la communauté Hippie.
Il meurt le 5 avril 1997 à New York d'un cancer du foie.

## Spiritualité

### Visions deBlake
En 1948 à Harlem, Ginsberg a eu une hallucination auditive alors qu'il lisait des poésies de William Blake (il en fera souvent référence comme vision de Blake). Il crut d'abord entendre la voix de Dieu, mais comprit ensuite qu'il s'agissait de la voix de Blake lui-même qu'il surnomma la « voix des temps anciens ». Comme le phénomène dura plusieurs jours, Ginsberg crut qu'il avait été témoin de l'interconnexion de l'univers. Il réalisa alors le pouvoir de la Création et expliqua que ses hallucinations n'étaient en rien dues à l'usage de drogues mais qu'au contraire il a tenté plus tard de retrouver cette inspiration par l'usage de drogues. Il devait consacrer un album de musique aux Chants d'Innocence et d'Expérience en 1970.

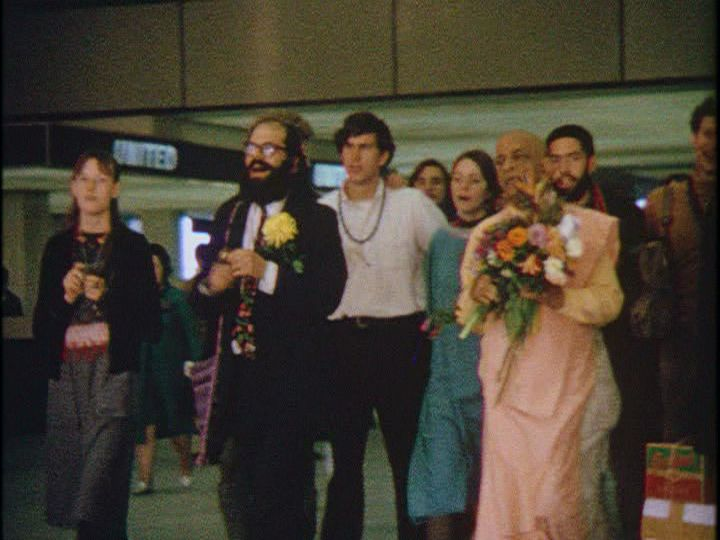
Allen Ginsberg et swami Prabhupada, San Francisco 1967.

### BouddhaetKrishna
Bien que d'origine juive, Ginsberg s'est tourné vers les religions orientales dès 1950, en compagnie de Jack Kerouac qui s'intéressait alors au bouddhisme (cf. le livre de Kerouac Les Clochard célestes Dharma Bums). En 1962 il fait un voyage spirituel en Inde avec le poète Gary Snyder, alors dévot bouddhiste zen. Il visite de nombreux sites de pèlerinage bouddhiste et rencontre le dalaï-lama et son futur maître, Chögyam Trungpa Rinpoché, d'origine tibétaine (qu'il retrouvera en 1970 à New York). Ginsberg apprend l'harmonium et le chant indien à Bénarès, et intègre la récitation de mantra dès 1964 à ses déclamations poétiques. En 1966, Ginsberg se lie avec le chef spirituel du mouvement Hare Krishna, A.C. Bhaktivedanta Swami Prabhupada, qu'il soutiendra activement lors de ses participations aux festivals hippies. La même année lors du tournage du film Chappaqua, il rencontre Philip Glass, lui aussi d'origine juive et passionné de bouddhisme tibétain, avec qui il enregistra en 1993, 
2004 et 2005[Passage contradictoire (donc après sa mort ?)].

## Œuvres

### Poésie
- Howl and Other Poems (1956) (Howl et Kaddish)
- Kaddish and Other Poems (1961)
- Reality Sandwiches (1963) (Sandwichs de la réalité)
- Planet News (1968) (Nouvelles de la planète)
- The Gates of Wrath: Rhymed Poems 1948-1951 (1972)
- The Fall of America: Poems of These States (1973)
- Iron Horse (1974)Allen Ginsberg et Peter Orlowski en 1978.
- Mind Breaths (1978)

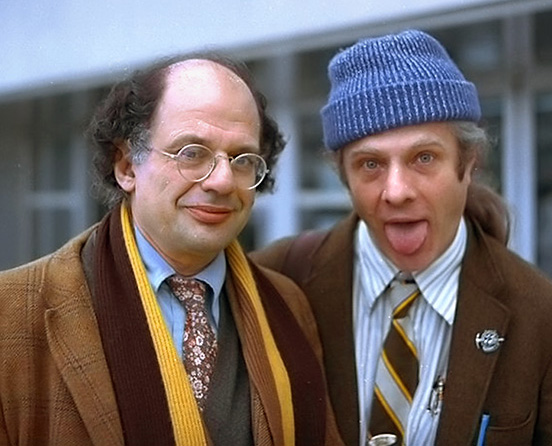
Allen Ginsberg et Peter Orlowski en 1978.

- Plutonian Ode: Poems 1977-1980 (1982)
- Collected Poems: 1947-1980 (1984)
- White Shroud Poems: 1980-1985 (1986) (Linceul blanc)
- Cosmopolitan Greetings Poems: 1986-1993 (1994)
- Howl Annotated (1995)
- Iluminated Poems (1996)
- Selected Poems: 1947-1995 (1996)
- Death and Fame: Poems 1993-1997 (1999)

### Lettres et proses
- The Yage Letters (Les lettres du Yage), 1963, avec William S. Burroughs
- Deliberate Prose: Selected Essays 1952-1995, 2001

### Filmographie

#### Comme acteur
- 1959 : Pull My Daisy : Allen
- 1964 : Couch
- 1966 : Chappaqua : Messiah
- 1970 : Prologue
- 1971 : Johnny Minotaur
- 1973 : Global Groove (vidéo)
- 1978 : Thot-Fal'N
- 1978 : Renaldo and Clara : The Father
- 1984 : It Don't Pay to Be an Honest Citizen
- 1997 : Ballad of the Skeletons
- 2000 : Twister: A Musical Catastrophe (vidéo) : He Dead Too

#### Comme scénariste
- 1969 : Me and My Brother
- 1997 : Ballad of the Skeletons

#### Comme compositeur
- 1978 : Renaldo and Clara
- 1997 : Ballad of the Skeletons
- 1998 : Hustler for Life

#### Documentaires
- Life and Times of Allen Ginsberg, 1993 & 2007
- Allen Ginsberg Live in London, 1995 & 2005
- Scenes from Allen's Last Three Days on Earth as a Spirit, 1997
- Corso: The Last Beat, 2009

#### Fictions biographiques
- Beat, 2000
- I'm Not There, 2007
- Chicago 10, 2009
- The Chicago 8, 2010
- Howl, 2010
- Kill Your Darlings, 2013

### Discographie
- Howl And Other Poems (1959)
- Poetry Reading (1965)
- What's Happening on Earth (1965)
- Reads Kaddish (1966)
- Allen & Louis Ginsberg - The Ginsbergs At The ICA (1967)
- Ginsberg's Thing (1969)
- Songs of Innocence and Experience by William Blake, tuned by Allen Ginsberg (en) (1970)
- Allen Ginsberg / Gregory Corso / Lawrence Ferlinghetti - America Today! (The World's Greatest Poets Vol. I) (1971)
- Allen Ginsberg, Peter Orlovsky, Steven Taylor, Harry Hoogstraten - De Leeuwerik (1979)
- Gate, Two Evenings with Allen Ginsberg - Vol.1 Songs (1980)
- First Blues: Rags, Ballads & Harmonium Songs (1981)
- Allen Ginsberg with Still Life - Allen Ginsberg with Still Life (1983)
- Hobo & Allen Ginsberg - Üvöltés (1987)
- The Lion For Real (1989)
- Allen Ginsberg, The Mondriaan Quartet - September On Jessore Road (1992)
- George Gruntz / Allen Ginsberg - Cosmopolitan Greetings (1993)
- Philip Glass / Allen Ginsberg - Hydrogen Jukebox (1993)
- Allen Ginsberg In Wuppertal : Poems And Songs 1980 (1998)
- Allen Ginsberg, Peter Orlovsky, Steven Taylor - Meditation Rock (1999)
- Ginsberg, Ferlinghetti, Snyder - Beatnici V Praze / The Beats In Prague (2001)
- Allen Ginsberg & Don Was - Live And Lively! (2001)
- The Allen Ginsberg Audio Collection (2004)
- Philip Glass, Allen Ginsberg, Wichita Vortex Sutra (2004)
- Philip Glass, Allen Ginsberg, Dennis Russell Davies, Lauren Flanigan, Bruckner Orchester Linz - Symphony No. 6 Plutonian Ode (2005)
- Live At The Knitting Factory 1995 (2010)
- London Mantra (2014)

## Représentations dans les arts
- Allen Ginsberg est représenté par Jack Kerouac dans son roman Sur la route sous les traits de Carlo Marx.
- Dans I'm Not There, film consacré à la vie de Bob Dylan (2007), le rôle d'Allen Ginsberg est interprété par David Cross (pour une courte apparition).
- Howl, film américain de Rob Epstein et Jeffrey Friedman (2010), reprend l'histoire de l'éditeur du poète américain qui est poursuivi en justice à la suite de la publication du poème Howl considéré comme obscène. Peu connu à l'époque, l'auteur devient rapidement un des personnages marquants de la contre-culture américaine. L'acteur James Franco tient le rôle d'Allen Ginsberg.
- Daniel Radcliffe interprète Allen Ginsberg jeune dans Kill Your Darlings. Le film, sorti en 2013, raconte le rapprochement entre Ginsberg, Lucien Carr, Jack Kerouac et William Burroughs jusqu'au meurtre de David Kammerer par Lucien Carr en 1944[10].
- Le personnage d'Abraham « Abe » Greenberg, écrivain beatnik présent dans deux albums de la série Blacksad (Âme Rouge et Amarillo), est un hommage transparent à Allen Ginsberg[11].
- Ginsberg apparait sur l'album Combat Rock de The Clash avec la chanson Ghetto Defendant. Il a également brièvement tourné avec eux. À la fin de la chanson, on peut l'entendre réciter le Sūtra du Cœur.